# تابش حسین
تابش حسین (انگلیسی: Tabish Hussain؛ زادهٔ ۶ ژوئن ۲۰۰۱) بازیکن فوتبال اهل پاکستان-انگلستان است.
از باشگاه‌هایی که در آن بازی کرده است می‌توان به باشگاه فوتبال گایزلی اشاره کرد.
وی همچنین در تیم ملی فوتبال پاکستان بازی کرده است.